# Mogens Meilby
Mogens Meilby (født 1935) er en dansk journalist, forfatter og tidligere lektor.
Meilby, der er uddannet journalist fra Bogense Avis, har bl.a. arbejdet på Herning Folkeblad (1953-1956), og på Børsen fra 1957 til 1960. Fra 1960 til 1971 var han journalist ved Politiken. Fra 1971 til 2000 var han lektor i journalistik ved Danmarks Journalisthøjskole.